# John Fairbairn
John Fairbairn (* 28. Dezember 1983) ist ein kanadischer Skeletonpilot.
John Fairbairn arbeitet als Techniker und lebt in Calgary. Er begann 2006 mit dem Skeletonsport und gehört seit dem Jahr auch dem Nationalkader Kanadas an. In den A-Kader rückte er 2009 auf. Sein Bahntrainer ist Duff Gibson, sein Sprinttrainer Kim Cousins. Fairbairn gab 2006 auf seiner Hausbahn in Calgary sein Debüt im Skeleton-America’s-Cup und wurde 23. Es dauerte bis zur Saison 2007/08, dass er nach Rennen im Juniorenbereich und auf nationaler Ebene wieder im America’s-Cup zum Einsatz kam. Schon in seinem ersten Saisonrennen erreichte er als Achter eine erste Top-Ten-Platzierung und wurde beim nächsten Rennen an selber Stelle nur Tage später Dritter. Er startete bei vier der sechs Saisonrennen und erreichte immer einstellige Platzierungen, was in der Gesamtwertung zum mit Hiroatsu Takahashi geteilten sechsten Platz reichte. In der ersten Hälfte der Saison 2008/09 kam Fairbairn zunächst im Skeleton-Europacup zum Einsatz. Hier konnte er einige nennenswerte Resultate erreichen. Schon in seinem ersten Rennen in Winterberg erreichte er als Siebter eine Einstellige Platzierung, im folgenden Rennen in Altenberg musste er sich nur noch dem Deutschen Sebastian Haupt geschlagen geben. Eine Woche später wurde er in Igls hinter Kevin Ellis nochmals Zweiter, einen Tag später an selber Stelle Dritter. In der Gesamtwertung belegte der Kanadier den vierten Platz. in der zweiten Hälfte der Saison kam Fairbairn im Intercontinentalcup zum Einsatz. In seinem ersten Rennen in Cesana Pariol erreichte er nur einen 22. Platz, konnte sich an selber Stelle aber schon im folgenden Rennen um zehn Ränge verbessern und 12. werden. In Igls erreichte er als Fünftplatzierter sein bislang bestes Resultat in der Rennserie. Auch in der Saison 2009/10 war der Skeleton-Intercontinentalcup das Hauptbetätigungsfeld Fairbairns. Doch konnte er abgesehen von einem sechsten Platz auf seiner Hausbahn in Calgary kein Ergebnis unter den besten zehn erreichen. Bei den Olympischen Winterspielen 2010 in Vancouver kam der Kanadier vor heimischen Publikum als Vorläufer zum Einsatz.
Bei den kanadischen Meisterschaften 2010 gewann Fairbairn die Bronzemedaille. Es folgten die Qualifikationsrennen Kanadas für die internationalen Wettbewerbe. Beim ersten und dritten Rennen belegte er hinter Eric Neilson und Michael Douglas die zweiten Plätze, das zweite Rennen gewann er. Damit konnte er sich den Startplatz für die Weltcupsaison 2010/11 neben dem gesetzten Olympiasieger Jon Montgomery sichern. Sein erstes Rennen bestritt er in Igls und verpasste dabei als Elftplatzierter nur um einen Rang die Top Ten.